# Leet
Leet (стилизуется как 1337, а также означает «elite») — распространившийся в Интернете стиль применения английского языка. Основные отличия — замена латинских букв на похожие цифры и символы, имитация и пародия на ошибки, свойственные для быстрого набора текста, имитация жаргона хакеров и геймеров, добавление окончания z0r к словам. Используется в основном в письменном виде, некоторые слова не имеют определённого произношения, например, слово pwn.

## История возникновения
Язык Leet образовался в Bulletin Board System в 1990 году, где статус «elite» (элитный) предоставлял пользователям доступ к файлам и папкам, хранящимся здесь, к играм и к специальным чатам. Поначалу он считался языком хакеров, но позднее перекочевал в мейнстрим, благодаря таким сетевым комиксам, как Megatokyo. Формы языка Leet, используемые не для развлечения, содержат более сложный набор символов, нежели вариант мейнстрима, и используются до сих пор всё с той же целью — зашифровать и скрыть от посторонних глаз смысл беседы.
«Профессиональный» Leet может использовать комбинации криптологических приёмов, делающих написанное основательно непонятным для непосвящённых. Только обладатель «ключа» сможет понять, расшифровать такое письмо.
При этом, сама идея использовать leet тут несёт другую цель. При частичной подмене букв хотя бы только цифрами начинает иметь место стеганография, позволяющая обходить частотный анализ, если имеется вероятность перехвата сообщения способной перебирать варианты шифра третьей стороной.

## Морфология
Использование суффикса -xor
Суффикс -(x)xor (а также -zor, как один из вариантов) может использоваться как стандартный для английского языка суффикс -er или -or, чтобы отличать существительное, обозначающее человека, принадлежащего к определённой профессии, от глагола. Например, pwnzor (owner — владелец) и haxxor (hacker — хакер). Xxor, zor, zorzz и xxorxx также применяются как суффиксы сравнительной и превосходной степеней прилагательных. Слова с этими суффиксами имеют большую степень интенсивности. Существительные, обозначающие принадлежность человека к определённой профессии, с этими суффиксами могут также стать глаголами, обычно при добавлении к ним -ed или -’d. Так, фраза «you have been pwnzored» становится эквивалентной фразе «you have been pwned» (тебя победили/поимели). Эти суффиксы также могут добавляться к основе любого другого глагола без изменения смысла. Образовавшиеся глаголы спрягаются так же, как и правильные английские глаголы. Из-за произношения суффикса -xor ([z], как в слове xylophone) носители языка Leet стали использовать в том же значении суффиксы -zor и -zorz. Добавление -ri- к словам с этими суффиксами передаёт высшую степень иронии. Например, «I am the suxorixorage». Также в этом значении используется суффикс -izzle (owndizzle).
Использование суффиксов -age и -ness
Глаголы могут переходить в существительные просто при добавлении к ним суффикса -age. Аналогично прилагательные становятся существительными с помощью суффикса -ness. Так, например, глагол speak становится существительным speakage, а прилагательное leet — существительным leetness, как, например, во фразе «I know Leetness speakage», означающей «I know Leetspeak» (я знаю язык Leet). Из-за высокой изменчивости языка получившиеся существительные могут также использоваться как глаголы, например, «Complete Pwnage» (Completely owned — полностью побеждён). Суффикс -ness используется, чтобы увеличить выразительность слова, чаще всего в восклицательной форме: например, «coolness!».
Слова, заканчивающиеся на -ed
В формах простого прошедшего времени, заканчивающихся на -ed, пользователи языка Leet могут использовать апостроф (’) вместо e, как в поэтическом языке прошлых веков. (Например, pwned становится pwn’d). Но, в отличие от поэтического языка, использование апострофа здесь подчёркивает произношение гласного звука. Правила языка Leet позволяют опускать пунктуационные знаки (это часто происходит из-за большой скорости набора), таким образом, апостроф может менять свою позицию в слове без изменения его смысла. Иногда буква е совсем опускается, а слово может заканчиваться на t, например, owned может писаться как ownt.
Использование суффикса -&
Слова, заканчивающиеся на -and, -anned, -ant или похожие звуки, иногда пишутся с суффиксом -& на конце. Чаще всего такое написание встречается в слове banned (запрещённый/заблокированный/забаненный). Например, «I’m sorry, you’ve been b&». Как альтернатива такому написанию встречается написание «B7» (потому что символы «&» и «7» располагаются на одной и той же клавише).

## Грамматика
Слово leet произносится как односложное слово со звуком [i:], или же буква l может произноситься отдельно от остального слова. Как и другие жаргоны хакеров, Leet использует грамматику английского языка очень небрежно. Свободная грамматика, как и свободное написание, кодирует определённый уровень выразительности или иронии слова. Читатель должен полагаться больше на интуитивный разбор слов в предложении, чем на реальную его структуру. В частности, говорящие на языке Leet «обожают» использовать отглагольные существительные, превращать глаголы в существительные (и обратно), как более эмоционально-выразительные формы. Например, предложение «Bob rocks» менее выразительно, чем «Bob r0xx0rz» (обратите внимание на написание), и менее выразительно, чем «Bob is t3h r0xx0rz» (обратите внимание на грамматику) и также менее выразительно, чем что-то вроде «OMFG D00d Bob is t3h UBER 1337 R0XX0RZ LOL». При этом всё это означает одно и то же «Bob rocks». Добавление ненужных слов и неправильное написание нужно лишь для забавы пишущего.
Изобретение новых форм слов сильно подвержено обобщению, как и в других жаргонах хакеров. Например, если haxored это форма прошедшего времени от глагола to hack (hack → haxor → haxored) (незаконно получать доступ к компьютерным программам), то winzored — это форма прошедшего времени от глагола to win.
Язык Leet имеет также свои просторечия. Многие из них шуточные, основанные на частых ошибках в написании, привычках новичков или на недостатке знаний культуры и обычаев Интернета.
Leet основан не только на базе английского языка. Греческий, русский, китайский языки имеют свои формы Leet, и Leet одного языка может использовать формы Leet другого языка, там, где это возможно.
Leet часто относят либо к шифрам, либо к диалектам, либо к языкам, но на самом деле это ни то, ни другое и ни третье. Термин Leet сам по себе часто записывается как l33t или 1337 в разных вариантах. Когда этот язык стал более распространён, этот термин стал записываться 10100111001 (двоичная запись 1337), чтобы сделать его ещё более загадочным и запутанным. Основная характеристика этого языка — это умышленно неправильное использование грамматических форм. Это общение носит интернациональный характер, поэтому формы у носителей Leet из разных стран часто совпадают.

## Рифмы и ритм
Хотя устный вариант Leet не сильно распространён, но это язык с фиксированным ударением. Это используется для подбора и комбинирования созвучных слов, или специального «кодирования» их, чтобы они могли рифмоваться. Такова, например, фраза «roffle my woffles» (заметьте оба неправильных написания, roffle — это производное от акронима ROFL). Или, как пример рифмования, «roxorz your boxorz». Leet может быть очень лиричным, даже поэтичным.
Ещё одна отличительная особенность языка Leet — большое количество восклицательных знаков в предложениях. Иногда, случайно или специально, из-за того, что восклицательный знак находится на одной кнопке с цифрой 1, в ряды восклицательных знаков вклиниваются единицы (например, вот так: «This is really exciting!!11»). Это особенно характерно для общения в сетевых компьютерных играх, где игроки вынуждены печатать очень быстро, иначе, пока они печатают, они могут проиграть.
Похожая трансформация может происходить и с вопросительным знаком («What are you talking about??//») или («did u 533 that??&&»)

## Примеры слов в leet
- 1337, l33t (англ. leet) — leet (производное от (англ. elite) — элита, элитный).
- h4x0r или h4xx0r (англ. hacker) — хакер.
- r0xx0rz (англ. rocks+orz) — восклицание для обозначение «крутизны» или «отжига», где суффикс «-orz» используется как суффикс превосходной степени.
- w00t (англ. We Owned Other Team) — одобрительное междометие «woot».
- pwnage (англ. ownage) — «отыметь», например, победив противника в какой-либо сетевой игре.
- n00b (англ. newbie, noob) — новичок или «нуб» (упрямый новичок).
- l4m3r (англ. lamer) — ламер.
- p0rn или pr0n (англ. porn) — порнография.
- suxxor, suxxorz (англ. sucker) — выражение неодобрения (дословно «отсос»).
- 7R4C3 (англ. trace) — «след».
- |=|?33|<111 (англ. freekill) — ник Leet-игрока, производное от «freak» («фрик»).
- /\/\AR-15/\ (англ. Marisa) — никнейм на основе имени «Мариса», но отсылающий к винтовкам AR-15.
- SCAR-L377 (англ. Scarlett) — никнейм на основе имени «Скарлетт», но отсылающий к карабину SCAR-L.
- Intel1163nce - "intelligence" - интеллект или же разведка; но прилагательное "intellegent" будет intel1363nt.
- p036ck — автомобильный номер формата РФ, который читается на кириллическом leet-e как «розыск».
- x004eт — автомобильный номер формата РФ, который читается на кириллическом leet-e как «хочет», но с удвоенной «о».
- в004ко — автомобильный номер формата РФ, который читается на кириллическом leet-e как «в очко», но с удвоенной «о».
- 01414 — восклицание «o-la-la». Производное от этого восклицания может выглядеть как 01010 или как случайный набор нулей и единиц.
- .45 r33l dr33murr — отсылка к персонажу игры Undertale, имя которого пишется как «Asriel Dreemurr».
- с001 — пример одной подмены букв на цифры в слове «cool».
- «БАКЛАН» можно переложить в leet-латиницу как B4C/_4/\/.
- kewl, k3w1 — примеры написания слова «cool» с учётом обфускации, «нарочной неграмотности» в l33t-письме.
- 2007 2008, QOOT QOOB,  — производные от «cute» и «cube» соответственно, то есть «милый куб».
- Число «2077» может быть обнаружено в логотипе Zott.
- «ПАТРИОТ» можно транслитерировать и закодировать как «94712107» или же «9472107».
- 614D05 — адекватный 16-ричный цветовой код, образованный из аббревиатуры GLaDOS.
- 83123574 — BERESTA — БЕРЕСТА
- █ "572E55" (or █ "572355") — «STRESS»
- █ "1C373A" — «ICE TEA» (чай со льдом) — цвет отсылает к оттенку льда
- █ "C47C47" — «CAT CAT» (кошка кошка) — цвет отсылает к оттенку шерсти рыжих кошек;
- █ "C01025" — «COLORS» (цвета);
- █ "D35327" — «DESERT» (пустыня).

Также во вполне официальной англоязычной документации можно встретить построенные по принципам, близким к l33t-сленгу, сокращения терминов интернационализация как i18n (англ. internationalization), и локализация как l10n (англ. localization). Число в середине слова обозначает количество пропущенных букв.

## Примеры предложений
m99k11 l33t — 3t0 043n v35310.
«Мягкий leet — это очень весело»
При этом, са/\/\а ид3я и(поль308ать 1337 7у7 |~|есöт дрYгую цель.
«При этом, сама идея использовать leet тут несёт другую цель.»
Stfu n00b. I pwn3d j0r @ss.
«Shut the fuck up, noob. I owned your ass.»
1 (4/\/"7 |_|/\/[)3|2574/\/[) '/0|_||2 \/\/|2171/\/9.17’5 (0/\/|=|_|51/\/9
«I can’t understand your writing. It’s confusing»

## Таблица замены букв в leet
| A                 | B                                 | C         | D                                      | E *                 | F                 | G                                | H                                                                  | I *               | J                          | K                     | L *                       | M                                                         | N                                 | O                 | P                                       | Q                   | R *                                                  | S                | T *                       | U                   | V          | W                                                                             | X                         | Y                   | Z *                          |
| ----------------- | --------------------------------- | --------- | -------------------------------------- | ------------------- | ----------------- | -------------------------------- | ------------------------------------------------------------------ | ----------------- | -------------------------- | --------------------- | ------------------------- | --------------------------------------------------------- | --------------------------------- | ----------------- | --------------------------------------- | ------------------- | ---------------------------------------------------- | ---------------- | ------------------------- | ------------------- | ---------- | ----------------------------------------------------------------------------- | ------------------------- | ------------------- | ---------------------------- |
| 4 /\ @ /-\ ^ (L Д | I3 8 13 \|3 ß !3 (3 /3 )3 \|-] j3 | [ ¢ < ( © | ) \|) (\| [) I> \|> ? T) I7 cl \|} \|] | 3 & £ € ё [- \|=-   | \|= ƒ \|# ph /= v | 6 & (_+ 9 C- gee (?, [, {, <- (. | # /-/ \-\ [-] ]-[ )-( (-) :-: \|~\| \|-\| ]~[ }{ !-! 1-1 \-/ I+I ? | 1 \| ][ ! eye 3y3 | ,_\| _\| ._\| ._] _] ,_] ] | >\| \|< 1< \|c \|( 7< | 1 2 £ 7 \|_ \|            | /\/\ /V\ [V] \|\/\| ^^ <\/> {V} (v) (V) \|\\|\ ]\/[ nn 11 | ^/ \|\\| /\/ [\] <\> {\} /V И ^ ท | 0 () oh [] p <> Ø | \|* \|o \|º ? \|^ \|> \|" 9 []D \|° \|7 | (_,) ()_ 2 0_ <\| & | I2 9 \|` \|~ \|? /2 \|^ lz 7 2 12 ® [z Я .- \|2 \|-3 | 5 $ z § ehs es 2 | 7 + -\|- '][' † «\|» ~\|~ | (_) \|_\| v L\| µ บ | \/ \|/ \\| | \/\/ vv \N '// \\' \^/ dubya (n) \V/ \X/ \\|/ \_\|_/ \_:_/ Ш uu 2u \\//\\// พ | >< Ж }{ ecks × ? }{ )( ][ | j `/ Ч 7 \\|/ ¥ \// | 2 7_ -/_ % >_ s ~/_ -\_ -\|_ |
| Г                 | Ж                                 | З         | И                                      | Л                   | П                 | Р                                | У                                                                  | Ф                 | Ц                          | Ч                     | Ш                         | Щ                                                         | Ъ                                 | Ы                 | Ь                                       | Ю                   | Я                                                    |                  |                           |                     |            |                                                                               |                           |                     |                              |
| r \|` \|¯         | >\|< }\|{ ]\|[ \|-\|-\|           | 3         | \|/\| u                                | /\ J[ J\| J\|_ JI 7 | n /7 // \|¯\|     | P \|°                            | y                                                                  | <\|> qp o\|o      | \|_\|_ \|_\|, U            | 4 `-\|                | III W \|\|\| LLI \|_\|_\| | LLL \|_\|_\|_ l_l_l,                                      | 'b '6                             | b\| bI b1 61 6I   | b 6                                     | \|-0 I0 10          | 9I <\| 9                                             |                  |                           |                     |            |                                                                               |                           |                     |                              |

| A | B | C | D | E * | F | G | H | I * | J  | K  | L * | M  | N  | O  | P  | Q  | R * | S  | T * | U  | V   | W   | X   | Y   | Z * |
| - | - | - | - | --- | - | - | - | --- | -- | -- | --- | -- | -- | -- | -- | -- | --- | -- | --- | -- | --- | --- | --- | --- | --- |
| 4 | 8 | 5 | 2 | 3   | 7 | 9 | 6 | 1   | 01 | 05 | 07  | 02 | 03 | 08 | 66 | 99 | 44  | 55 | 77  | 88 | 007 | 008 | 001 | 002 | 003 |

Как правило, leet, он же 1337, подразумевает подмену символов L цифрой 1, символа E цифрой 3 и символа T цифрой 7.
Символы G и Q могут вызывать путаницу: если заглавная «G» подменяется цифрой 6, а рукописная заглавная «Q» похожа на цифру 2, то строчная «g» и строчная «q» делят цифру «9». То же касается L и I, делящих между собой цифру 1.